# Bevrijdingsbeker
De Bevrijdingsbeker is een voetbaltoernooi dat in 1945 werd georganiseerd voor de zes eerste klasse spelende voetbalclubs uit Rotterdam. Toen in het voorjaar van 1945 de Tweede Wereldoorlog ten einde was en het nieuwe voetbalseizoen pas in het najaar zou beginnen, werd er in mei, juni en juli om de bevrijdingsbeker gestreden.

## Opzet
Er werd gespeeld in een reguliere competitie. Zes ploegen speelden twee keer tegen elkaar. Wie na tien wedstrijden de meeste punten had verzameld was kampioen. Bij een overwinning kreeg de winnaar 2 punten en bij een gelijkspel kregen allebei de teams 1 punt.

## Ploegen
- Feyenoord
- Hermes DVS
- Neptunus
- RFC
- Sparta
- Xerxes

## Wedstrijden
20 mei 1945
- Sparta - RFC Rotterdam 5-0
- Hermes DVS - Xerxes 1-4

27 mei 1945
- Feyenoord - Sparta 5-1
- RFC Rotterdam - Hermes DVS 1-3

31 mei 1945
- Xerxes - RFC Rotterdam 0-3

3 juni 1945
- Neptunus - Sparta 2-2
- Hermes DVS - Feyenoord 0-2

6 juni 1945
- RFC Rotterdam - Neptunus 4-2
- Feyenoord - Xerxes 2-1

9 juni 1945
- Hermes DVS - RFC Rotterdam 4-2

10 juni 1945
- Sparta - Xerxes 1-3

13 juni 1945
- Neptunus - Feyenoord 1-3

17 juni 1945
- Xerxes - Neptunus 3-0
- Feyenoord - Hermes DVS 4-3

20 juni 1945
- RFC Rotterdam - Xerxes 3-9
- Hermes DVS - Sparta 1-2

24 juni 1945
- Feyenoord - RFC Rotterdam 3-0
- Sparta - Neptunus 1-1

4 juli 1945
- Xerxes - Feyenoord 1-0
- Hermes DVS - Neptunus 7-1

7 juli 1945
- Sparta - Feyenoord 0-3

8 juli 1945
- Neptunus - Xerxes 1-6

11 juli 1945
- RFC Rotterdam - Sparta 1-1

12 juli 1945
- Neptunus - Hermes DVS 3-2

14 juli 1945
- RFC Rotterdam - Feyenoord 1-7

15 juli 1945
- Xerxes - Hermes DVS 3-1

18 juli 1945
- Sparta - Hermes DVS 1-2
- Feyenoord - Neptunus 5-1

21 juli 1945
- Xerxes - Sparta 5-2

22 juli 1945
- Neptunus - RFC Rotterdam 3-3

## Eindstand
| Team       | Wed | W | G | V | Ptn | DS    |
| ---------- | --- | - | - | - | --- | ----- |
| Feyenoord  | 10  | 9 | 0 | 1 | 18  | 34-9  |
| Xerxes     | 10  | 8 | 0 | 2 | 16  | 35-14 |
| Sparta     | 10  | 4 | 0 | 6 | 8   | 24-23 |
| Hermes DVS | 10  | 2 | 3 | 5 | 7   | 16-23 |
| RFC        | 10  | 2 | 2 | 6 | 6   | 18-37 |
| Neptunus   | 10  | 1 | 3 | 6 | 5   | 15-36 |